# Verreries-de-Moussans
Verreries-de-Moussans is een gemeente in het Franse departement Hérault (regio Occitanie) en telt 93 inwoners (2009). De plaats maakt deel uit van het arrondissement Béziers.

## Geografie
De oppervlakte van Verreries-de-Moussans bedraagt 17,7 km², de bevolkingsdichtheid is dus 5,3 inwoners per km².
De onderstaande kaart toont de ligging van Verreries-de-Moussans met de belangrijkste infrastructuur en aangrenzende gemeenten.

## Demografie
Onderstaande figuur toont het verloop van het inwonertal (bron: INSEE-tellingen).